# Oceaan (Racoon)
Oceaan is een nummer en single van de Nederlandse band Racoon.
Het is hun eerste Nederlandstalige nummer. Ze schreven het voor de film Alles is familie. Tevens was het gebaseerd op de ongeneeslijk zieke zus Anne van de leadzanger Bart van der Weide. Oorspronkelijk werd het in het Engels opgenomen, onder de titel Ocean Blue. 
In 2013 ontvingen ze hiervoor een 3FM Award, naast dat ze deze prijs ook al ontvingen in de categorie Beste Band en Beste Artiest Pop. In datzelfde jaar ontving men ook nog Rembrandtaward in de categorie Beste filmhitsong en was het de hoogste nieuwe binnenkomer in de Top 2000 van Radio 2.

## Hitnoteringen
| Hitlijst           | Datum van binnenkomst | Hoogste positie | Aantal weken | Laatste notering |
| ------------------ | --------------------- | --------------- | ------------ | ---------------- |
| Single Top 100     | 10-11-2012            | 6               | 48           | 07-12-2013       |
| Nederlandse Top 40 | 24-11-2012            | 6               | 27           | 01-06-2013       |

### NPO Radio 2 Top 2000
Het nummer was in 2015 de hoogst genoteerde Nederlandstalige compositie van een groep.

| Nummer met noteringen in de NPO Radio 2 Top 2000 | '13 | '14 | '15 | '16 | '17 | '18 | '19 | '20 | '21 | '22 | '23 | '24 |
| ------------------------------------------------ | --- | --- | --- | --- | --- | --- | --- | --- | --- | --- | --- | --- |
| Oceaan                                           | 33  | 21  | 21  | 24  | 24  | 28  | 34  | 22  | 27  | 33  | 31  | 21  |

1. ↑  Een vetgedrukt getal geeft de hoogste notering aan.
2. ↑  2013 was het eerste jaar met een notering voor dit nummer.

### Evergreen Top 1000
| Evergreen Top 1000 "Oceaan" | Evergreen Top 1000 "Oceaan" | Evergreen Top 1000 "Oceaan" | Evergreen Top 1000 "Oceaan" | Evergreen Top 1000 "Oceaan" | Evergreen Top 1000 "Oceaan" | Evergreen Top 1000 "Oceaan" | Evergreen Top 1000 "Oceaan" | Evergreen Top 1000 "Oceaan" | Evergreen Top 1000 "Oceaan" | Evergreen Top 1000 "Oceaan" | Evergreen Top 1000 "Oceaan" | Evergreen Top 1000 "Oceaan" | Evergreen Top 1000 "Oceaan" | Evergreen Top 1000 "Oceaan" | Evergreen Top 1000 "Oceaan" | Evergreen Top 1000 "Oceaan" |
| Jaar                        | 2008                        | 2009                        | 2010                        | 2011                        | 2012                        | 2013                        | 2014                        | 2015                        | 2016                        | 2017                        | 2018                        | 2019                        | 2020                        | 2021                        | 2022                        | 2023                        |
| --------------------------- | --------------------------- | --------------------------- | --------------------------- | --------------------------- | --------------------------- | --------------------------- | --------------------------- | --------------------------- | --------------------------- | --------------------------- | --------------------------- | --------------------------- | --------------------------- | --------------------------- | --------------------------- | --------------------------- |
| Positie                     | -                           | -                           | -                           | -                           | -                           | -                           | -                           | -                           | -                           | 622                         | 335                         | 303                         | 249                         | 321                         | 336                         | 296                         |